# Критика
Критика (грч. kritike, krino) је оцењивање, вештина оцењивања, тј. утврђивање и разликовање оного што је добро или вредно од онога што је лоше, рђаво или слабо (у књижевности, науци, јавном животу и другим). То је, у ствари, приказ или оцена неког уметничког научног или другог дела.